# Latin Kings
Latin Kings («Латиноамериканские Короли») — американская организованная преступная группировка. Наиболее активна в Лос-Анджелесе, Чикаго и Нью-Йорке, а также в Испании.

## История
Latin Kings считается одной из самых многочисленных в мире банд, состоящих из выходцев из Латинской Америки. Группировка появилась в 1940-х годах в Нью-Йорке. В США «королями» становились, как правило, молодые люди из бедных семей, приехавших из Пуэрто-Рико и Мексики. У группировки появилась своя «Конституция» и флаг, на котором изображены флаги этих двух государств и символика банды. Традиционные цвета символики — жёлтый и чёрный, а также венок из пяти стрел и корона.
Банда была преобразована в 1986 году Луисом «Кинг Блад» Филипе во время его заключения в Исправительном центре Коллинз. Луи Филипе составил манифест группировки — ALKQN — основанный на принципах, по которым жила группировка Чикаго, родины банды. В 1995 году Филипе был объявлен Верховным Инка (боссом) банды в Нью-Йорке и Нью-Джерси.

## Современность

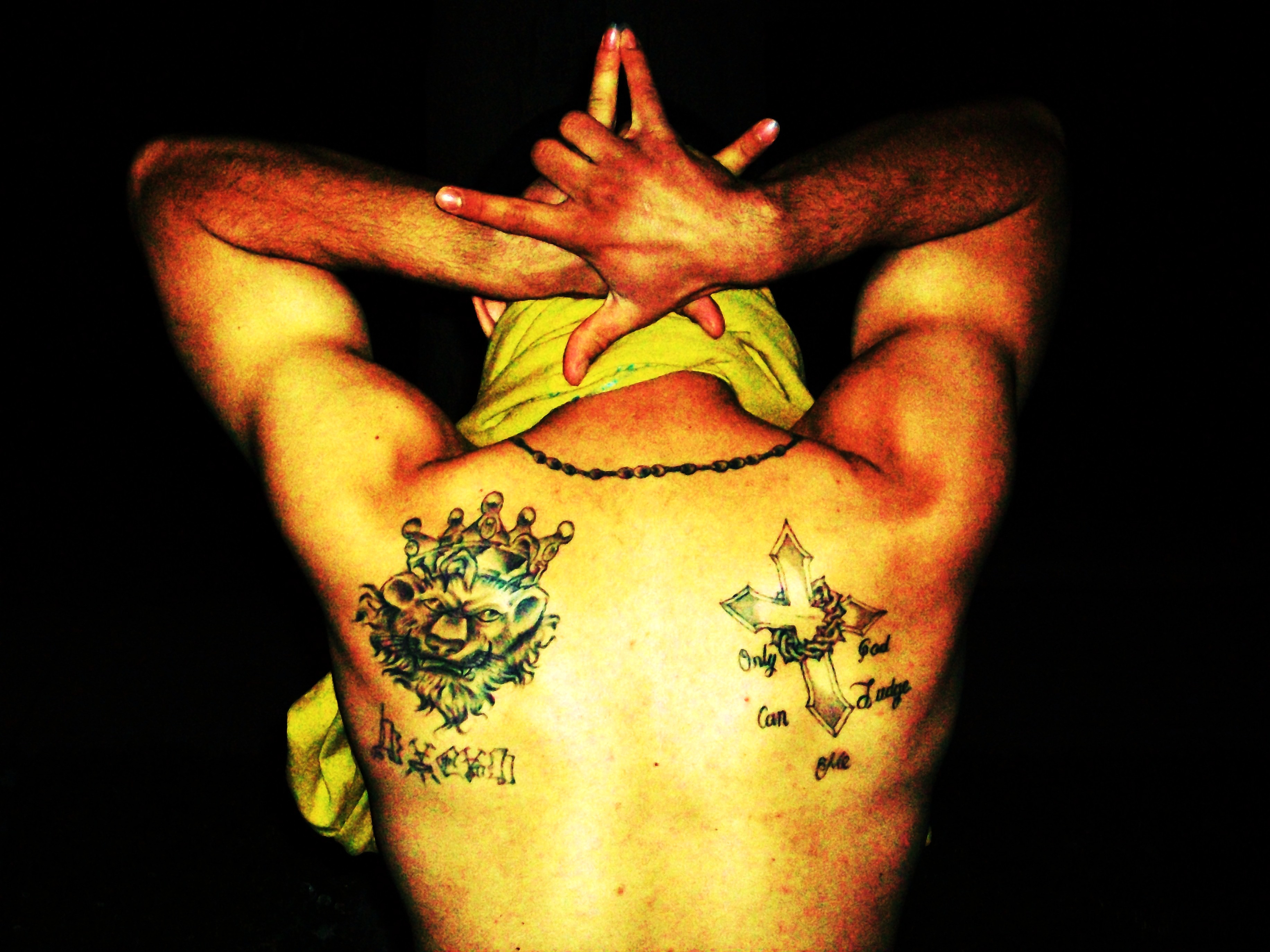
Татуировка участника банды

В последние годы в ряды Latin Kings вливается всё больше выходцев из других латиноамериканских стран, а сами участники банды стали называть себя «Всемогущественной нацией латинских королей», или просто «Нацией». Несмотря на отсутствие центрального руководства, банда действует во многих штатах США. Численность группировки в США составляет около 25 тысяч человек.
Считается, что многие латиноамериканские подростки, вступающие в группировку, ищут в ней нечто, чего они лишены дома — защиту, дружбу, внимание, сопричастность к чему-то значительному. У большинства этих молодых людей неблагополучные семьи, причём не обязательно в материальном плане. Попадая в банду, они чувствуют себя очарованными криминальной эстетикой группировки и образом жизни настоящего «латинского короля». Новичков заставляют проходить испытания на прочность. Это может быть участие в жестокой драке с применением холодного оружия или просто кража мобильного телефона у незнакомого человека на улице. Со своими единомышленниками из разных стран участники группировки общаются через Интернет, причём у них нет языковых проблем — все знают испанский. Любой участник банды может попросить в сети дельного совета или помощи. Формально нельзя считать всех входящих в Latin Kings молодых людей преступниками. Значительная их часть делает лишь первые шаги в сторону реального криминала.
В отличие от других крупных латиноамериканских банд — Mara Salvatrucha и 18th Street gang — банда Лэтин Кингз не отличается особой жестокостью.
Считается, что, вступив в банду, уйти из неё практически невозможно. Конечно, это не так, хотя отступник может столкнуться с целым рядом проблем, особенно если не сменит место жительства. В банде есть расхожее выражение una «vez rey, rey para siempre», но на практике карается лишь уход в другую банду. Это самое страшное предательство, которое может привести к крови. По слухам, именно подобные измены привели к разборкам между Latin Kings и Netas в Мадриде, закончившихся двумя убитыми.
Конституция группировки состоит из многих пунктов. Например, в конституции существует обязательный пункт, по которому лидеры «королей» обязаны хотя бы раз в год созывать встречу «Латинских королей и королев» в подконтрольном им городе или районе. Конституция предусматривает вступление в группировку людей разных национальностей.

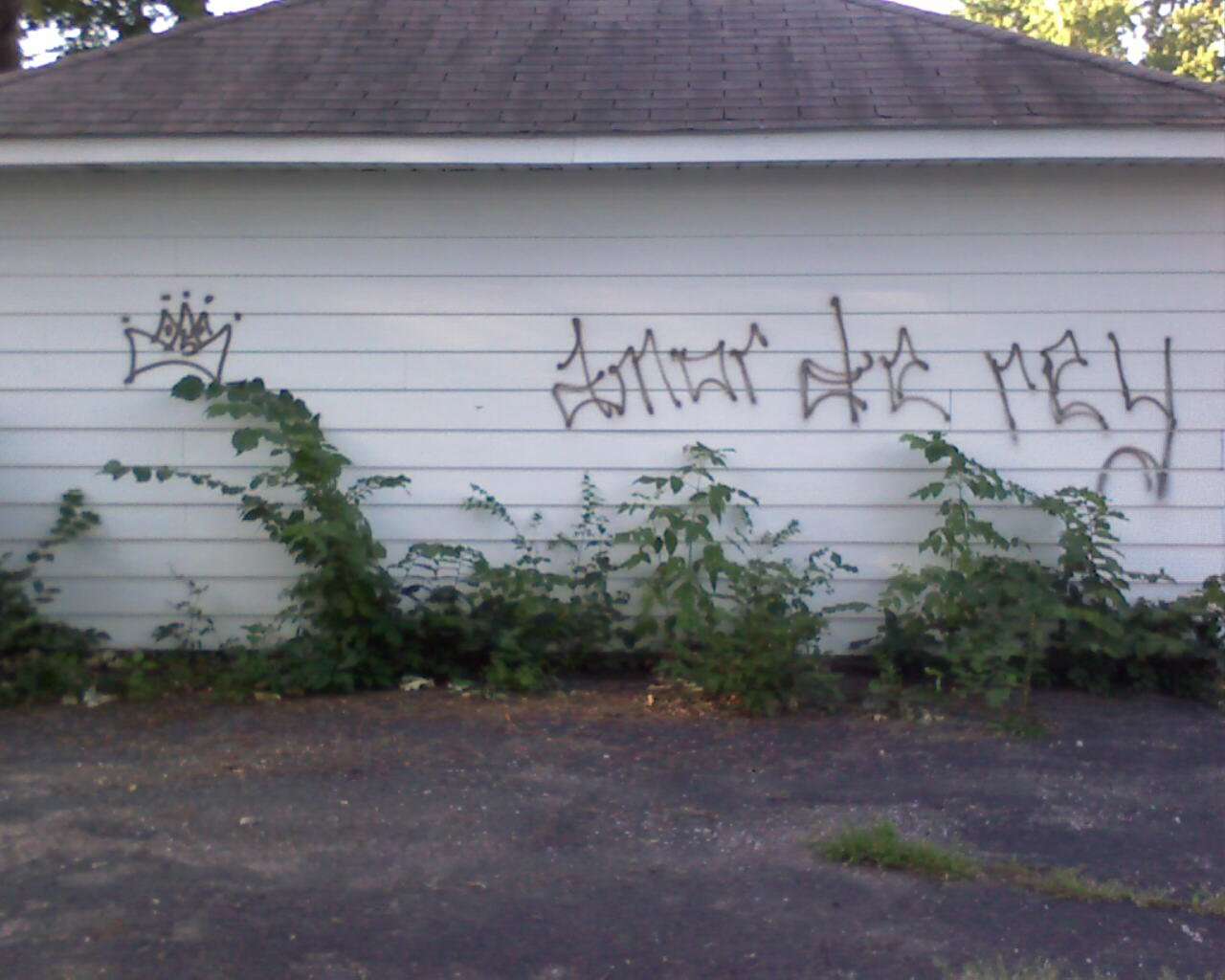
Граффити группировки

## «Латиноамериканские короли» в Испании и других странах
Кроме США, Лэтин Кингз действует в Мексике, Доминиканской Республике, Никарагуа, Сальвадоре, Пуэрто-Рико и Испании.
Наблюдается большое отличие испанских бандитов от их американских «коллег». В США лидеры «королей» занимаются торговлей наркотиками и, как следствие, войнами с другими группировками за сферы влияния. Считается, что в Испании действует несколько сотен «королей», около половины из которых несовершеннолетние. Особенно активна банда в Мадриде, Барселоне и Аликанте.
Впервые о деятельности «Latin Kings» стало широко известно в октябре 2003 года, когда в Барселоне жестоко убили колумбийского подростка Ронни Тапиаса.
В отличие от США, в Испании в банду в основном вступают молодые люди и девушки из Эквадора, Колумбии и Доминиканской республики. В последние годы, впрочем, среди Latin Kings встречаются уроженцы Магриба, Филиппин и даже испанцы. Символика, жесты и нравы скопированы с американских единомышленников — все те же желто-черные цвета и агрессия к соперникам, особенно к главным конкурентам из мадридской банды «Netas». Эксперты и психологи относят существование подобных группировок, в первую очередь, к сфере социальных и иммиграционных проблем.

## Борьба с группировкой в Испании
В 2005 году в Испании было задержано более 140 «латиноамериканских королей».
С 2008 года правоохранительные органы Испании начали активно бороться с «королями». Было арестовано несколько лидеров и значительное число рядовых участников банды. Так, в конце февраля в пригородах Мадрида Вильяльба, Колменарехо, Галапагар, а также в районе Аргансуэла агенты Национальной полиции задержали 15 молодых людей, среди задержанных была и одна девушка.
У «королей» было изъято много холодного оружия.
Как сообщила газета «El Mundo», все задержанные были эквадорцами, и семеро из них — несовершеннолетние. Из пригородов участники банды приезжали в Мадрид, чтобы помериться силами со своими заклятыми врагами из банды «Netas».

## Latin Kings в культуре
- Деятельности Latin Kings посвящено полтора десятка книг и несколько документальных фильмов[2].

- Скорее всего группировка послужила прототипом вымышленной латиноамериканской банды Spanish Lords в игре GTA IV, так как опознавательным знаком у банды из игры, как у Latin Kings, является ношение жёлтой и чёрной одежды.